# オーガスタ・グレゴリー

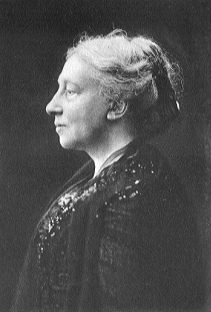
グレゴリー夫人

イザベラ・オーガスタ・グレゴリー（Isabella Augusta Gregory 、1852年3月15日 - 1932年5月22日）、グレゴリー夫人（Lady Gregory, レディ・グレゴリー, レイディ・グレゴリ）は、アイルランドの劇作家、民話研究家、劇場経営者、文化活動の後援者である。
ウィリアム・バトラー・イェイツやエドワード・マーティンと共同でアイルランド文学座とアベイ座を設立し、両劇場のために短編劇を量産した。また、アイルランド神話に材を取った再話文学も複数執筆している。
オーガスタは植民者の子孫で支配者側のアングロ・アイリッシュであり、生来の階級はイギリスのアイルランド支配から強い恩恵を受けていたが、後にユニオニズム（イギリスによるアイルランド支配維持）反対へと転向する事となる。彼女の著作からも明らかなように、彼女の文化的ナショナリズムへの傾倒は当時のアイルランドで頻発した政治的闘争を象徴するものである。
現在では、その主な業績はアイルランド文芸復興運動の後援と認識されている。グレコリー家の所有地であるゴールウェイ県のクール・パーク荘園に建てられた彼女の邸宅は、文芸復興運動の主要人物にとって重要な会合の場となり、またアベイ座初期の理事会の一員としての貢献は、この劇場の発展にとっては非常に重要であったとされる。
座右の銘である「思索は賢者の如く、しかし自己表現は市民の如く」はアリストテレスから引用している。

## 年表
- 1852年 - ゴールウェイ県の郷士パーシー家に生まれる。イングランドにルーツを持つ地主だった。乳母メアリー・シェリダン（カトリックでゲール語を話す生粋のアイルランド人）の影響を非常に受け、アイルランドの地方の歴史や伝説に興味を持つようになる。
- 1880年 - 35歳年上のサー・ウィリアム・グレゴリーの後妻となる。夫は元セイロン知事で、ゴールウェイ地方議会の一員だった。この当時は夫であるウィリアム同様、イングランドとの連合を支持していた。
- 1881年 - 長男ロバート誕生。
- 1882年 - 処女詩作“Arabi and His Household”を記す。
- 1892年 - 夫のウィリアムが亡くなる。これ以降、次第にナショナリズムに影響を受けるようになる。[3]
- 1899年 - ウィリアム・バトラー・イェイツと初めて出会う。アイルランド文学劇場協会設立。
- 1901年 - 資金不足によりアイルランド文学劇場閉鎖。
- 1904年 - イェイツ、エドワード・マーティン、ジョン・ミリントン・シングらとともにアイルランド国立劇場協会設立。劇場がアベイ通りに面していたためアベイ座として知られる。
- 1918年 - 長男ロバート、第一次世界大戦で戦死。
- 1927年 - クール・パーク（英語版）を含む不動産をアイルランド内戦のあとの政府に売却。ただし生涯入居権を維持した。
- 1928年 - 病気を理由に、劇場のディレクター職を退く。
- 1932年 - クール・パーク・ハウスで死去。

## 作品
- A Phantom's Pilgrimage,or Home Ruin (1893) 詩
- 『マーヘヴナのクフーリン』Cuchulain of Muirthemne: The Story of the Men of the Red Branch of Ulster (1902) 再話文学
- 「キャスリーン・二・フーリハン」Cathleen ni Houlihan(1902) 劇 W・B・イェイツとの共作
- 「噂のひろまり」Spreading the News (1904) 劇
- 「ハイアシンス・ハルヴェイ」Hyacinth Halvey (1906) 劇
- Dervorgilla (1907) 劇
- The Rising of the Moon  (1907) 劇
- The Rogueries of Scapin (1908) 劇
- Seven Short Plays: Spreading the News. Hyacinth Halvey. The Rising of the Moon. The Jackdaw. The Workhouse Ward. The Travelling Man. The Gaol Gate (1909年)
- McDonough's Wife (1913) 劇
- 『アイルランド西部の幻想と信仰』Visions and Beliefs in the West of Ireland Collected and Arranged by Lady Gregory （1920）アイルランド西部の民話。イェイツの2本のエッセイと注釈付き。
- An Old Woman Remembers (1923) 劇

### 邦訳・翻案
- 菊池寛「暴徒の子」（Seven Short Plays の The Gaol Gate（牢屋の門）の翻案。1916年、第4次『新思潮』の創刊号に掲載）、1922年に「裏切」に改題、新富座で初演[4]。
- 「噂のひろまり」「ハイアシンス・ハルヴェイ」「獄門」久保田重芳 訳『アイルランド演劇選集』1994年, 青山社

## 伝記
- 杉山寿美子『レイディ・グレゴリ : アングロ・アイリッシュ―貴婦人の肖像』(国書刊行会、2010)